# Discografia di Gosia Andrzejewicz
Questa pagina contiene la discografia della cantante pop polacca Gosia Andrzejewicz.

## Album
| Anno | Dettagli                                                                          | Posizione massima | Vendite                 |
| Anno | Dettagli                                                                          | PL                | Vendite                 |
| ---- | --------------------------------------------------------------------------------- | ----------------- | ----------------------- |
| 2004 | Gosia Andrzejewicz - Pubblicato: 4 ottobre 2004 - Etichetta: Pearl Music          | —                 | - Polonia: 2 000 copie  |
| 2006 | Gosia Andrzejewicz Plus - Pubblicato: 10 aprile 2006 - Etichetta: My Music        | 14                | - Polonia: 25 000 copie |
| 2006 | Lustro - Pubblicato: 20 novembre 2006 - Etichetta: My Music                       | 17                | - Polonia: 15 000 copie |
| 2007 | The Best of Gosia Andrzejewicz - Pubblicato: 27 aprile 2007 - Etichetta: My Music | 25                | - Polonia: 5 000 copie  |
| 2007 | Zimno? Przytul mnie! - Pubblicato: 2007 - Etichetta: My Music                     | —                 | - Polonia: ?            |
| 2009 | Wojowniczka - Pubblicato: 14 agosto 2009 - Etichetta: My Music                    | 36                | - Polonia: 5 000 copie  |

## Singoli
| Anno | Singolo         | Posizione massima | Posizione massima | Album                      |
| Anno | Singolo         | PL                | EUR               | Album                      |
| ---- | --------------- | ----------------- | ----------------- | -------------------------- |
| 2005 | "Pozwól żyć"    | 41                | 104               | Gosia Andrzejewicz Plus    |
| 2006 | "Słowa"         | 1                 | 34                | Gosia Andrzejewicz Plus    |
| 2006 | "Trochę ciepła" | 2                 | 44                | Lustro                     |
| 2007 | "Lustro"        | 27                | —                 | Lustro                     |
| 2007 | "Siła marzeń"   | 29                | —                 | Best of Gosia Andrzejewicz |
| 2009 | "Otwórz oczy"   | 18                | 137               | Wojowniczka                |

Altri singoli: "Miłość" (2004), "Dangerous Game" (2005), "Latino" (2007), "Magia świąt" (2007), "Zabierz mnie" (2009), "Wojowniczka" (2010).